# Chaetarcturus myops
Chaetarcturus myops är en kräftdjursart som först beskrevs av Frank Evers Beddard 1886.  Chaetarcturus myops ingår i släktet Chaetarcturus och familjen Antarcturidae.
Artens utbredningsområde är havet kring Nya Zeeland. Inga underarter finns listade i Catalogue of Life.